# Блага
Бла́га — об'єкти та засоби задоволення людських потреб.
Блага розділяються:
- а) за природою — на матеріальні та нематеріальні - духовні (духовні цінності).
- б) за натуральними характеристиками — на продукти і послуги;
- в) за ступенем віддаленості від кінцевого споживання — на споживчі блага і капітальні блага, ресурси;
- г) за тривалістю використання — на короткочасні і довготривалі;
- ґ) за характером споживання — на приватні і суспільні;
- д) за часом використання —  на теперешні та майбутні.

## Ознаки блага
Згідно визначення Карла Менгера, даного ним у «Принципах економічної науки», благо має наступні ознаки:
Для того щоб предмет став благом, або, іншими словами, для того щоб він набув характеру блага (Guterqualitat), необхідно щоб відбувся збіг наступних чотирьох умов:
1) людської потреби; 

2) властивостей предмета, що роблять його придатним бути поставленим в причинний зв'язок з задоволенням цієї потреби; 
3) пізнання людиною цього причинного зв'язку; 
4) можливості розпоряджатися предметом таким чином, щоб дійсно вживати його для задоволення цієї потреби. 

Предмет тільки тоді стає благом, коли збігаються ці чотири умови, але якщо відсутня хоча б одна з них, то предмет ніколи не може стати благом.
К. Менгер розрізняє блага за ступенем їх наближення до безпосереднього задоволення потреб. Згідно його підходу:
- блага першого порядку — це блага, які безпосередньо задовольняють потреби (наприклад, продукти, які можна безпосередньо спожити);
- блага другого порядку ― блага, які використовуються для виробництва благ першого порядку,
- блага третього порядку — блага, які використовуються для виробництва благ другого порядку й т.д.

## Благо і товар
Товар — це благо, призначене для обміну (продажу). Благо може бути вироблене й для особистого споживання, тобто не бути товаром.
Това́рне виробни́цтво — виробництво, у якому продукти праці призначаються не для власного споживання, а для добровільного обміну на ринку шляхом купівлі-продажу.